# Glaphyronyx bayeri
Glaphyronyx bayeri är en skalbaggsart som beskrevs av Moser 1924. Glaphyronyx bayeri ingår i släktet Glaphyronyx och familjen Cetoniidae. Inga underarter finns listade i Catalogue of Life.